# 1313: Actor Slash Model
1313: Actor Slash Model è un film del 2011 diretto da David DeCoteau.
Il film ha avuto una distribuzione limitata nei cinema il 1º settembre 2011 ed è poi stato distribuito in DVD il 3 gennaio 2012.

## Trama
Deluso ed amareggiato per non essere stato scelto per interpretare un film, il giovane attore Jerry decide di vendicarsi uccidendo tutti i membri del cast del film.